# O.S.C.A.R.
L'O.S.C.A.R. (acronimo di Organizzazione Soccorso Collocamento Assistenza Ricercati), fu un'organizzazione dedita all'espatrio in Svizzera di ex prigionieri, dissidenti e ebrei creata in Italia dopo l'8 settembre 1943 da personalità legate alle Aquile Randagie, un movimento scout clandestino nato e vissuto durante il ventennio, ma di cui fecero parte parroci, suore, laici, fucini, membri dell'Azione cattolica. Poco dopo la sua creazione, per proteggere ulteriormente l'identità degli appartenenti la parola Scout (o Scoutistica secondo alcuni) fu sostituita con Soccorso. Il fatto che le varie testimonianze non siano quasi mai concordi sull'effettivo significato dell'acronimo lascia pensare che fosse prioritario l'uso in quanto tale, specialmente perché riferibile ad un nome proprio di persona (Oscar) permettendo quindi maggior anonimato all'organizzazione, dando poco peso al nome ufficiale.

## Origini e storia
Nacque il tardo pomeriggio del 12 settembre 1943 al Collegio San Carlo di Milano quando i tre sacerdoti don Andrea Ghetti, don Natale Motta e don Aurelio Giussani si ritrovarono per trovare una sistemazione ad alcuni ricercati. Nella zona di Crescenzago, infatti, tra le cascine si erano radunate parecchie decine di questi: nel giro di qualche giorno verranno fatti espatriare in Svizzera una trentina di ricercati con l’aiuto di persone che successivamente a questa prima e improvvisata esperienza, opereranno permanentemente; ben presto furono migliaia i salvataggi ed il gruppo si rimpinguò di collaboratori. Gli organizzatori e la vera spina dorsale del gruppo rimasero però i sacerdoti ed assume quindi maggiore rilevanza la connotazione cattolica che servirà in seguito, all’atto della disfatta della RSI, come ancora di salvezza anche per decine di tedeschi e di ex repubblichini in fuga dal Nord Italia in mano ormai ad Alleati e truppe partigiane.
Per quanto riguarda Milano, il supporto dalle gerarchie ecclesiastiche proveniva dal Cardinale Schuster, che conosceva ed incoraggiava l’organizzazione, il legame in Svizzera fu invece il Vescovo di Lugano Monsignor Jelmini che tanto fece per ovviare alle restrizioni delle autorità elvetiche nell’accoglimento dei fuggiaschi.
Per la falsificazione dei documenti si ricorreva al Collegio San Carlo di Milano, ma a seguito degli arresti, il 27 aprile 1944, dei redattori Teresio Olivelli e Carlo Bianchi de Il Ribelle, iniziano le persecuzioni di alcuni sacerdoti legati al gruppo. Don Giussani, dovendo lasciare il Collegio e cercare un rifugio, lascia tutto il materiale compromettente nelle mani di don Giovanni Barbareschi nella cui casa milanese in via Eustachi 53 viene così spostata la sede di O.S.C.A.R.
Anche dopo il 25 aprile 1945 il gruppo rimane attivo, stavolta per salvare dalla vendetta i fascisti e i tedeschi in ritirata. Nei giorni concitati della liberazione don Ghetti, Uccellini e Giorgio Kautschiswilli, studente di medicina che parla bene il tedesco, presidiano la stazione ferroviaria di Sesto S. Giovanni per lasciare passare un treno carico di militari tedeschi feriti.

## Operazioni svolte ed episodi di rilievo
Le attività svolte dall'O.S.C.A.R. sono basate tutte sulla segretezza e comprendono all'inizio la produzione di documenti falsi utili per la fuga, quindi veniva la necessità di trovare rifugio sicuro per i fuggiaschi, infine le operazioni di espatrio vere e proprie.
Attraverso le aquile randagie, in venti mesi, vengono aiutati 850 prigionieri di guerra, 100 ricercati politici, 500 tra renitenti ed ebrei, 200 ricercati vengono sottratti all'arresto e messi in luoghi sicuri.
Episodio degno di rilievo e nel quale si nota l’operato nell’O.S.C.A.R. di Baden e Kelly è il salvataggio di Gabriele Balcone, un bambino ebreo di quattro anni. Nel dicembre del 1943 Angelo Balcone, il padre, tentò di scappare da Varese perché la moglie ebrea era ricercata. Affidatosi nelle mani di un mediatore per la fuga, che poi si rivelerà un traditore, verrà arrestato con tutta la famiglia. In breve la moglie ed il figlio verranno trasferiti d’autorità all’Opera Pia della Casa di San Giuseppe, a causa delle carceri troppo affollate ed in attesa di essere deportati; Angelo invece viene dopo poco liberato perché ritenuto ariano. All’Opera Pia celebrano la Messa don Ghetti e don Giussani ed è così che vengono a conoscenza della questione ma accade che improvvisamente la madre del bambino viene deportata, mentre ci si “dimentica” del piccolo Gabriele. Con la complicità di parte del personale dell’Ospedale di Circolo di Varese, si fa ricoverare per una finta operazione di appendicite il bambino e la sera del 23 dicembre Ghetti ed Uccellini, pistole alla mano per ogni evenienza, coadiuvati da don Natale Motta, Francesco Moneta (rappresentante della FUCI di Varese) e Napoleone Rovera, la cui sorella si trovava nella Casa San Giuseppe come novizia, rapiscono il piccolo e lo mettono in salvo.
Altro episodio è quello in cui perde la vita Peppino Candiani di diciannove anni che il 6 maggio 1944 deve accompagnare oltreconfine diciassette persone. Uno dei rifugiati, un uomo della Lituania, dovendo superare con delle corde uno strapiombo, viene colto dalle vertigini , cade e rimane issato per i piedi iniziando ad urlare. Richiamata dalle urla, una pattuglia tedesca accorre e, dal conflitto a fuoco, rimane ucciso il Candiani. Tra i membri della spedizione anche don Enrico Bigatti che, sopravvissuto, darà la notizia ai genitori di Candiani.
L'opera in generale dell'O.S.C.A.R. può essere riassunta nei seguenti numeri:
- 2.166 espatri clandestini (tra i quali anche quello di Indro Montanelli[10], detenuto a San Vittore per attività partigiane e poi liberato segretamente)
- 500 persone avvisate in tempo per la fuga
- 3.000 carte d'identità, documenti falsificati religiosi, politici e militari, sia italiani che tedeschi
- circa 10 000 000 di lire spesi in aiuti[11]

## Comando e incarichi
A seguito della morte di don Natale Motta viene ritrovato, nel suo archivio personale, un organigramma di O.S.C.A.R. Spicca nel documento la terminologia utilizzata (ad esempio commissario di guerra) assolutamente normale per una brigata partigiana, ma alquanto insolita per una organizzazione non combattente gestita prevalentemente da presbiteri. Ciò non stupisce se si cita la decisione del Comando Zona di Varese che il 19 gennaio 1946 riconosce O.S.C.A.R. come formazione combattente, in quanto, durante la guerra, il gruppo partigiano del Mottarone, dipendente dal Comitato di Liberazione Nazionale di Busto Arsizio, viene aiutato a ricostituirsi con soldi e provviste di O.S.C.A.R. e che nel luinese il caporale Lazzarini costituisce con il loro aiuto sotto lo stesso nome di Oscar, una formazione partigiana combattente.
Segue la precisa trascrizione del documento sopra citato di cui è ignota la data di compilazione:
Comandante del battaglione: don Natale Motta
Aiutante di stato maggiore del battaglione: Pastori Vittorio (6 mesi) - Antonietta Motta
Commissario di guerra: don Luigi Locatelli 
| 1º distaccamento MILANO | 2º distaccamento VARESE | 3ºdistaccamento VARESE zona |
| --- | --- | --- |
| don Andrea Ghetti (comandante) don Enrico Bigatti (commissario di guerra) padre Pietro Filippetto Uccellini ing. Giulio Candiani Peppino Bianchi ing. Carlo Bernaschino Teresa Ferrario Natalina Morelli Giovanni Valli Antonio Meani Giovanni Bernasconi Delio Valli Irene Galeno Francesco | don Riccardo Antonini (comandante) don Beniamino Cappelletti (commissario di guerra) Motta Rosetta dott. Calabresi Giovanni dott. Riccardo De Luca Paganelli Mario Imperiali Franco Scarione Irene Taffi Quartina Montonati Carlo don Antonio Tornaghi Milani Norma | Tenaglia Nino (comandante) Imperiali Attilio (commissario di guerra) De Felice Ignazio don Enrico Papetti Gatti Giacomo Motta Maria Tibiletti Anita Alioli Evaristo Besana Giuseppe Bernasconi Ugo don Beniamino Gandini Pallavicini Carlo |

## Personalità degne di nota legate all'O.S.C.A.R.
L'attività di O.S.C.A.R., collegata a quella dei giornali "Il Ribelle" e la "Carità dell'Arcivescovo", fanno sì che il regime fascista e le SS, si impegnino in una caccia all'uomo, con arresti, deportazioni e fucilazioni. In seguito a queste fu eliminata la redazione del Ribelle. Rolando Petrini, Franco Rovida e Teresio Olivelli furono deportati con Carlo Bianchi e nessuno di loro tornò dai campi di concentramento.
- Don Enrico Bigatti, arrestato, cofondatore dell'Opera,
- Don Giovanni Barbareschi detto 'don Paolo', arrestato più volte, partigiano delle Brigate Fiamme Verdi, medaglia d'argento al valor militare,
- Carlo Bianchi, dapprima deportato a nel campo di concentramento di Fossoli, in seguito ucciso nell'eccidio di Cibeno dalle SS, medaglia di bronzo al valor militare,
- Peppino Candiani, ucciso durante l'attività di espatrio,
- Don Andrea Ghetti detto 'Baden' ricercato con l'ordine di "sparare a vista"[16], cofondatore dell'Opera,
- Don Aurelio Giussani detto 'Padre Carlo', ricercato, cofondatore dell'Opera,
- Don Natale Motta, ricercato, cofondatore dell'Opera
- Giulio Cesare Uccellini detto 'Kelly',
- Luigi Mastropietro detto 'Mowgli', anche membro delle Brigate Fiamme Verdi,
- Vittorio Pastori detto 'Vittorione',
- Don Carlo Gnocchi, collabora con O.S.C.A.R. fino a quando non è trasferito in Svizzera, medaglia d'argento al valor militare,
- Natale Verri detto Nino, membro dell'Opera e delle Aquile randagie, fucilato il 16 aprile 1945 perché catturato mentre sta soccorrendo un suo compagno partigiano ferito.

## Filmografia
- Aquile randagie, regia di Gianni Aureli, Italia, 2019, 100 minuti, con Ralph Palka, Maurizio Lops, Klaudio Hila, Karun Grasso e altri

## Media
- DVD Monsignor Andrea Ghetti detto Baden: Un modo particolare di vivere la vita, Fondazione Monsignore Andrea Ghetti ("Baden"), Milano
- Videocassetta: La lunga traccia - realizzata da Francesco Tagliabue su progetto di Vittorio Cagnoni - Hiland S.r.l. - Fondazione Mons. Andrea Ghetti-Baden - V. Burigozzo 11, 20122 Milano - 1997